# Nelofer Pazira
Nelofer Pazira (Hyderabad, 1º gennaio 1973) è un'attrice e regista cinematografica afghana naturalizzata canadese, nata in India da una famiglia afghana di lingua dari.

## Biografia
Nata in India, dove suo padre afghano lavorava per l'Organizzazione mondiale della sanità, è cresciuta a Kabul, Afghanistan. Nel 1989, terminata l'occupazione sovietica, si trasferisce con la famiglia in Pakistan. Da lì sono emigrati nel New Brunswick, in Canada
Nel 2001 è stata protagonista del film Viaggio a Kandahar, del regista iraniano Mohsen Makhmalbaf.
Il 5 gennaio 2002 ha fatto parte del cast dello show televisivo Un ponte fra le stelle - La befana dei bambini vittime delle guerre e del terrorismo, dedicato ai bambini afghani, condotto da Mara Venier su Rai Uno.
Tornata in Canada ha sposato un fotografo tedesco.